# Lufttransport Staffel 4

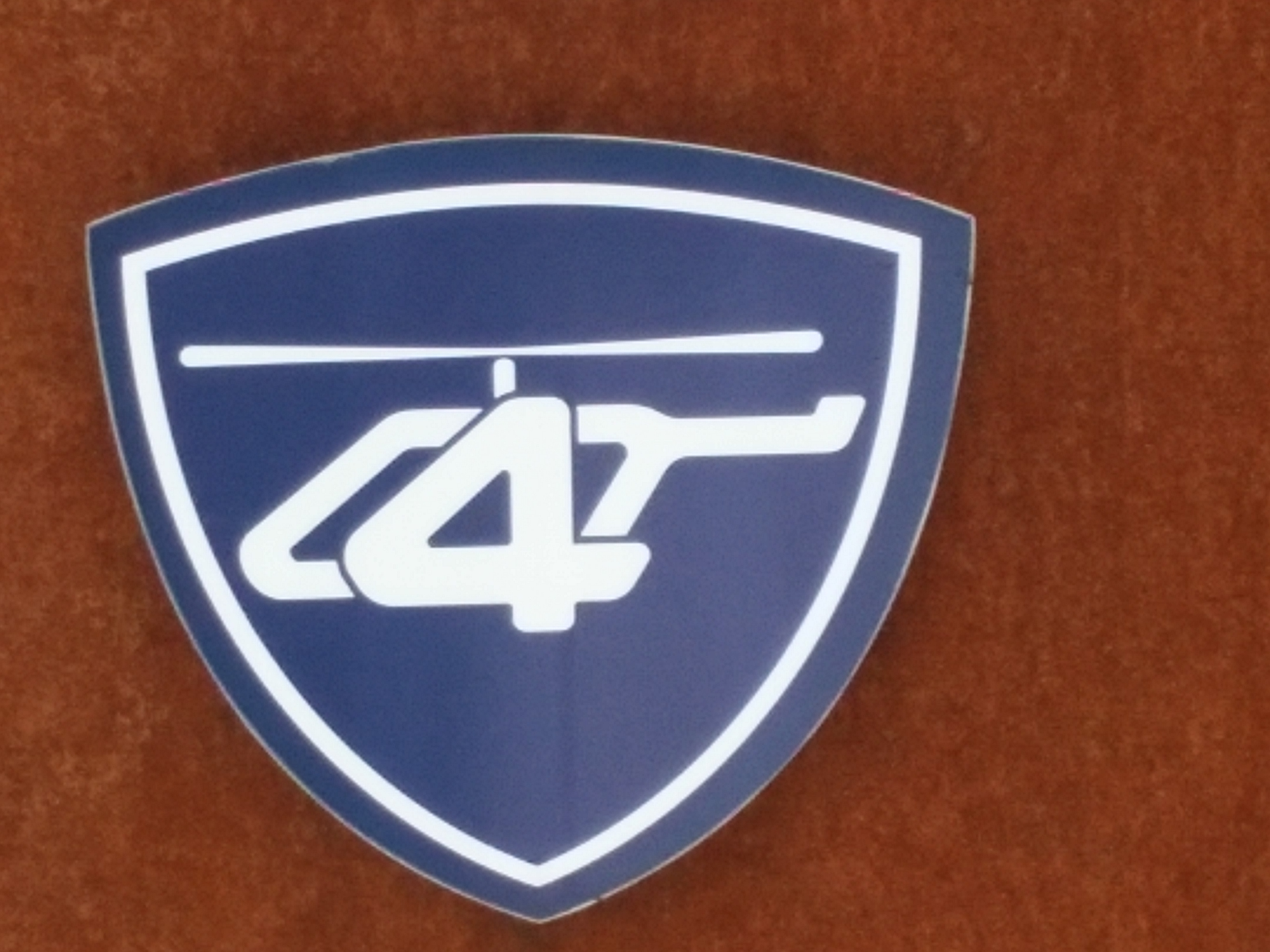
Emblem der LT St4

Die Lufttransport Staffel 4 (LT St 4) der Schweizer Luftwaffe gehört zum Berufsfliegerkorps (verfügt aber auch über Milizpiloten) und untersteht zusammen mit der LT Staffel 3 dem Lufttransport Geschwader 3, das seinerseits zum Flugplatzkommando 2 beim Militärflugplatz Alpnach gehört. Die Heimatbasis der LT 4 ist der Militärflugplatz Dübendorf. Die Lufttransportstaffel 4 trägt als Wappen eine weisse Ziffer 4, oberhalb der ein weisser Rotor ist, so dass die 4 den Rumpf eines Helikopters bildet vor einem dunkelblauen Hintergrund.

## Geschichte

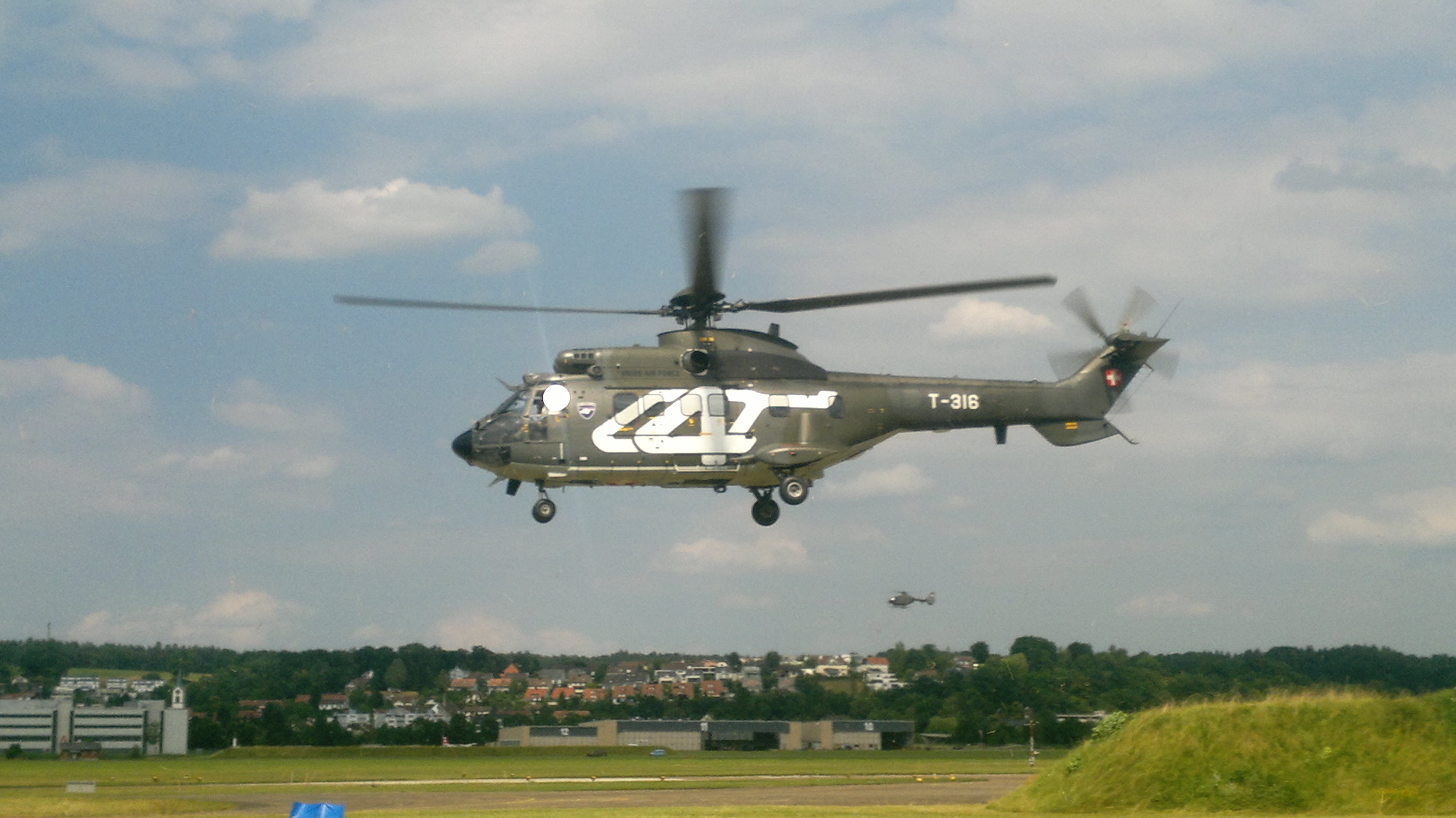
Super Puma mit LT4 Logo

Die Lufttransportstaffel wurde im Jahr 1964 gegründet. Bis 1973 nutzte die Lufttransportstaffel 4 auch das Flächenflugzeug Piper Super Cub. Von 1968 bis 1992 wurden Alouette II benutzt, die Alouette III von 1974 bis 2010. Heutzutage betreibt die Lufttransportstaffel 4 die Helikoptertypen Super Puma, Cougar und EC635. Ihre Hauptaufgaben sind der Lufttransport zugunsten der Truppen der Armee und der Transport von Waren an der Lastenschlinge, weitere Aufgaben sind Such- und Rettungseinsätze. Bei Bedarf unterstützt die Lufttransportstaffel 1 ausserdem die zivilen Behörden (z. B. bei Polizeieinsätzen, im Kampf gegen Waldbrände oder bei Evakuierungen aufgrund von Lawinen) und die Grenzwacht bei Überwachungsflügen. Im 2014 feierte die Staffel ihr 50-jähriges Bestehen, aus diesem Grund wurde ein Super Puma mit einem weissen Staffel 4 Logo versehen und machte damit an der Air 14 zusammen mit anderen Hubschraubern und auch mit dem F/A-18 Jet mit der Immatrikulation J-5014 (der ebenfalls eine Speziallackierung für die 100-Jahr-Feier der Schweizer Luftwaffe hatte) gemeinsame Flugvorführungen. Am 28. September 2016 verunglückte der Cougar T-338 auf dem Gotthard-Hospiz; dabei kamen zwei Milizpiloten der Lufttransportstaffel 4 ums Leben, ein Flughelfer wurde schwer verletzt.

## Flugzeuge
- Piper Super Cub
- Alouette II
- Alouette III
- AS332M1 Super Puma
- AS532UL Cougar
- Eurocopter EC635